# Сент Џорџ (Канзас)
Сент Џорџ (енгл. St. George) град је у америчкој савезној држави Канзас.

## Демографија
По попису из 2010. године број становника је 639, што је 205 (47,2%) становника више него 2000. године.
| Група             | 2000.       | 2010.       |
| Белци             | 412 (94,9%) | 558 (87,3%) |
| Афроамериканци    | 3 (0,7%)    | 2 (0,3%)    |
| Азијати           | 0 (0,0%)    | 6 (0,9%)    |
| Хиспаноамериканци | 17 (3,9%)   | 37 (5,8%)   |
| Укупно            | 434         | 639         |